# Pieter Van Kerkhove
Pieter Van Kerkhove (Lembeke, 16 augustus 1847 - Gent, 30 maart 1889) was een Belgisch architect.

## Biografie
Van Kerkhove werd geboren op 16 augustus 1847 in Lembeke in een bescheiden familie. Toen hij zeven jaar was, overleden zijn ouders en werd hij door familieleden op het platteland opgevoed. Hij ging aan het werk als leerling-schrijnwerker in Gent. Later kon hij beginnen in de Sint-Lucasschool in Gent, waar hij in 1871 afstudeerde met grootste onderscheiding. Hij behoorde tot de eerste lichting architecten die in de Sint-Lucasschool afstudeerde. Na zijn afstuderen kon hij door de invloed van baron Jean-Baptiste Bethune, stichter van de school, beginnen aan het Engels Seminarie in Brugge. Daar ondernam hij verschillende kunst- en studiereizen.
In het voorjaar van 1875 diende Van Kerkhove een ontwerp in voor een nieuw stadhuis van Sint-Niklaas, nadat het vorige een jaar eerder was afgebrand. Zijn ontwerp was een neogotisch gebouw met een belfort, ondertekend met de leuze Vlaamsche Zeden, Vlaamsche Kunst. Hij won de wedstrijd en ontving een prijs van 3.000 Belgische frank en kreeg ook de uitvoering van de werken in handen. De reden voor zijn overwinning was het sober en origineel ontwerp, het gedetailleerd lastenkohier, het bedrag dat binnen de gestelde grenzen beleef, en de gekozen neogotische stijl, die volgens de jury "volledig beantwoordt aan de smaak van het Vlaamse volk". Tijdens de bouw zorgde hij ervoor dat alles met de nodige zorg gebeurde, aangezien hij wist dat dit werk een grote invloed zou hebben op zijn carrière. In 1878 werd het stadhuis opgeleverd.
De bouw van het stadhuis had ervoor gezorgd dat Van Kerkhoves bekendheid sterk steeg. Hij werd provinciaal bouwmeester van Oost-Vlaanderen in 1879 en in die functie was hij verantwoordelijk voor verschillende belangrijke werken, zoals de herstelling van het Kasteel van Lovendegem en de herstelling van de kruisbeuk in het zuidelijke portaal van de Sint-Baafskathedraal.
Later stichtte hij het Sint-Lucas- en Sint-Jozefgild voor de leerlingen van de Sint-Lucasschool, waarvan hij deken werd. Hij wist op dat moment al dat hij ongeneeslijk ziek was. Pieter Van Kerkhove stierf uiteindelijk aan die ziekte op 41-jarige leeftijd op 30 maart 1889. De begrafenis ging door in de Sint-Michielskerk en Van Kerkhove werd begraven in Mariakerke.

## Oeuvre
Dit overzicht is mogelijk incompleet; u kunt helpen door het uit te breiden.
De volgende werken zijn van de hand van Van Kerkhove:
- Stadhuis van Sint-Niklaas (1876-1878)
- Rijkswachtkazerne in Dendermonde (1876-1879)
- Huis Janssens in Sint-Niklaas (1878)
- Bank van Waes in Sint-Niklaas (1881)
- Oud gerechtsgebouw van Dendermonde (1884; verwoest in 1914)
- Uitbreiding van de Onze-Lieve-Vrouwekerk in Temse (1886-1888)
- Herstellingswerken aan het Kasteel van Lovendegem in Lovendegem (1888)
- Herstellingswerken aan de Sint-Baafskathedraal in Gent

### Galerij

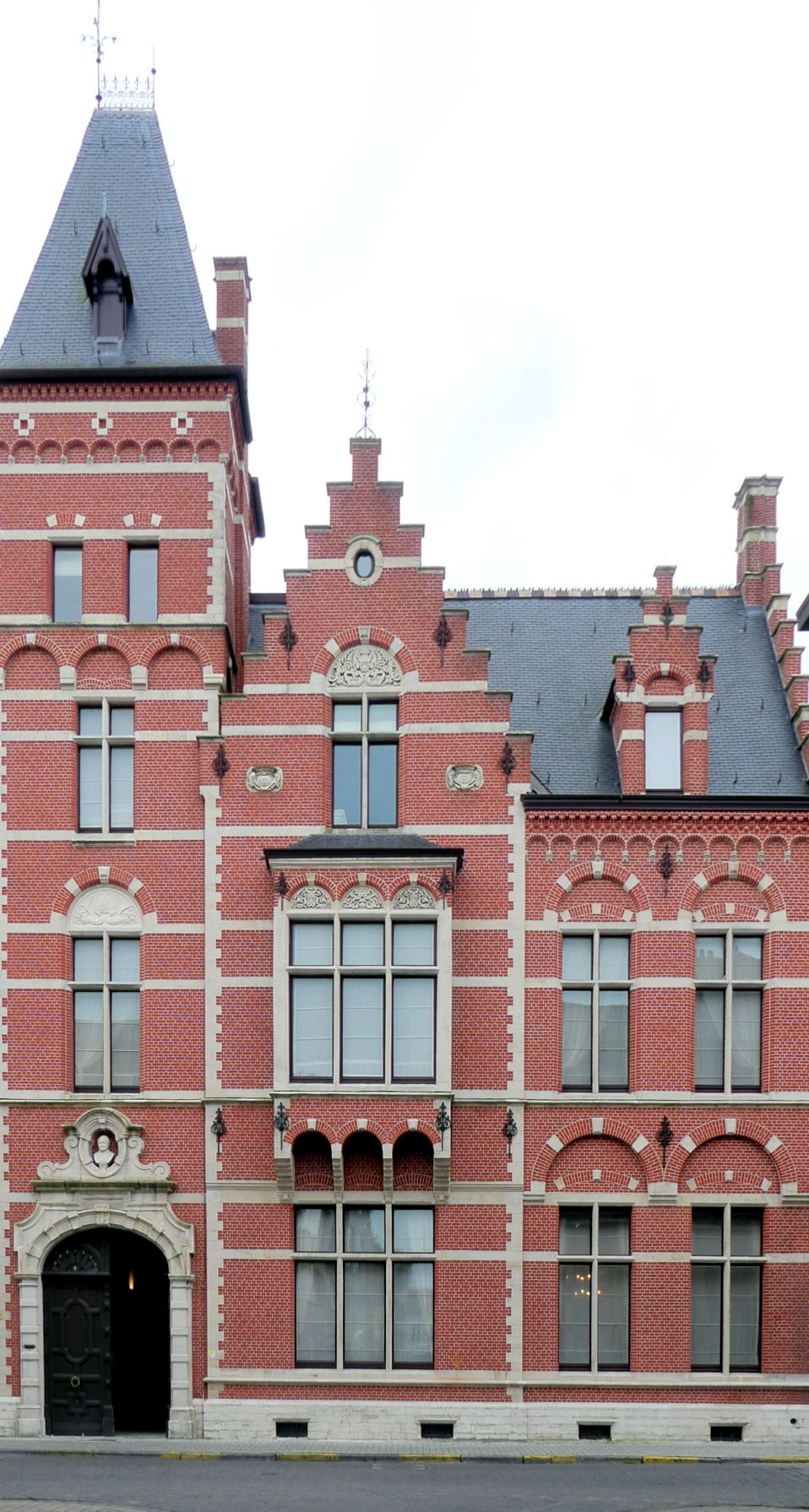
Huis Janssens, Sint-Niklaas
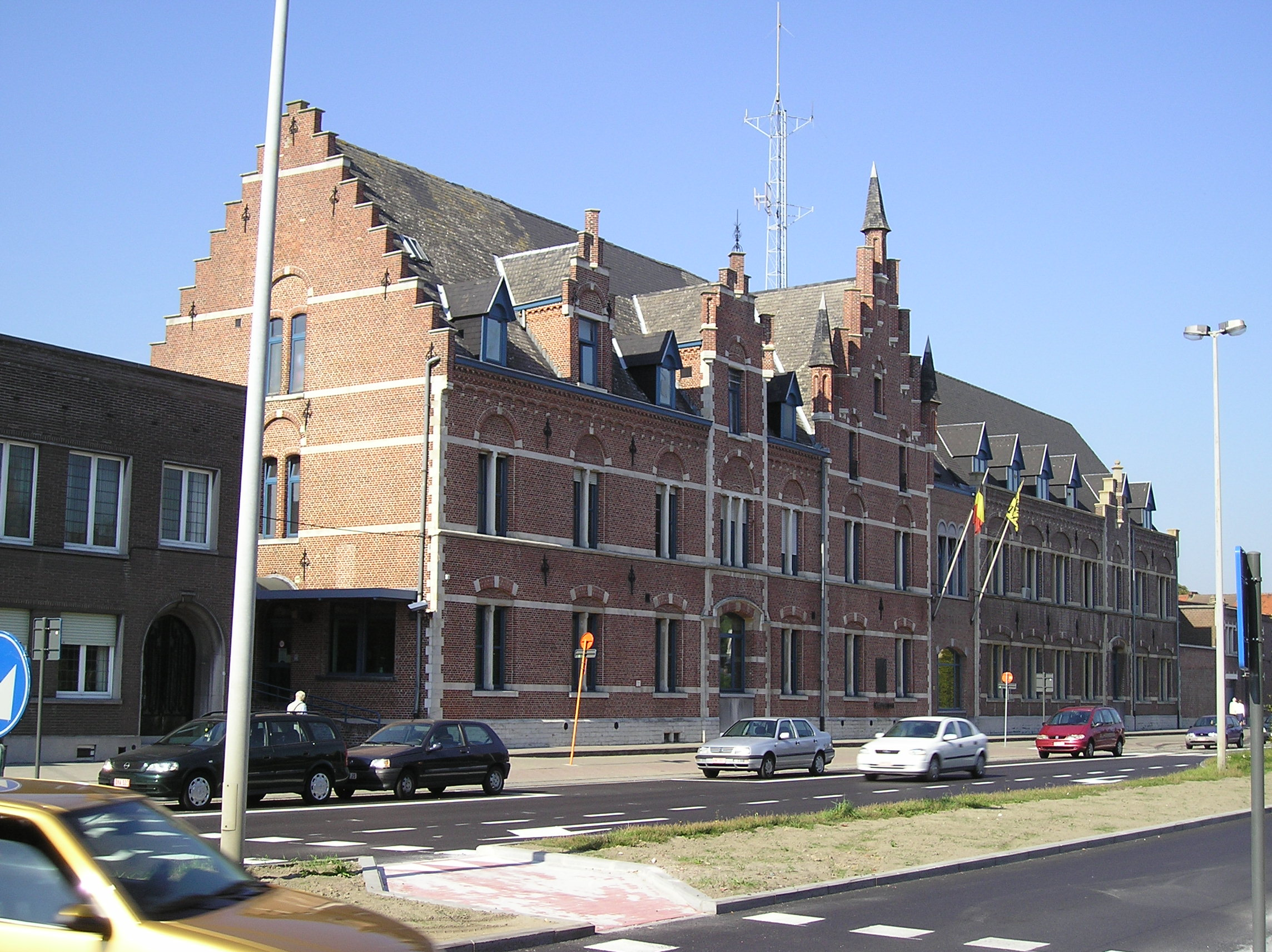
De rijkswachtkazerne van Dendermonde
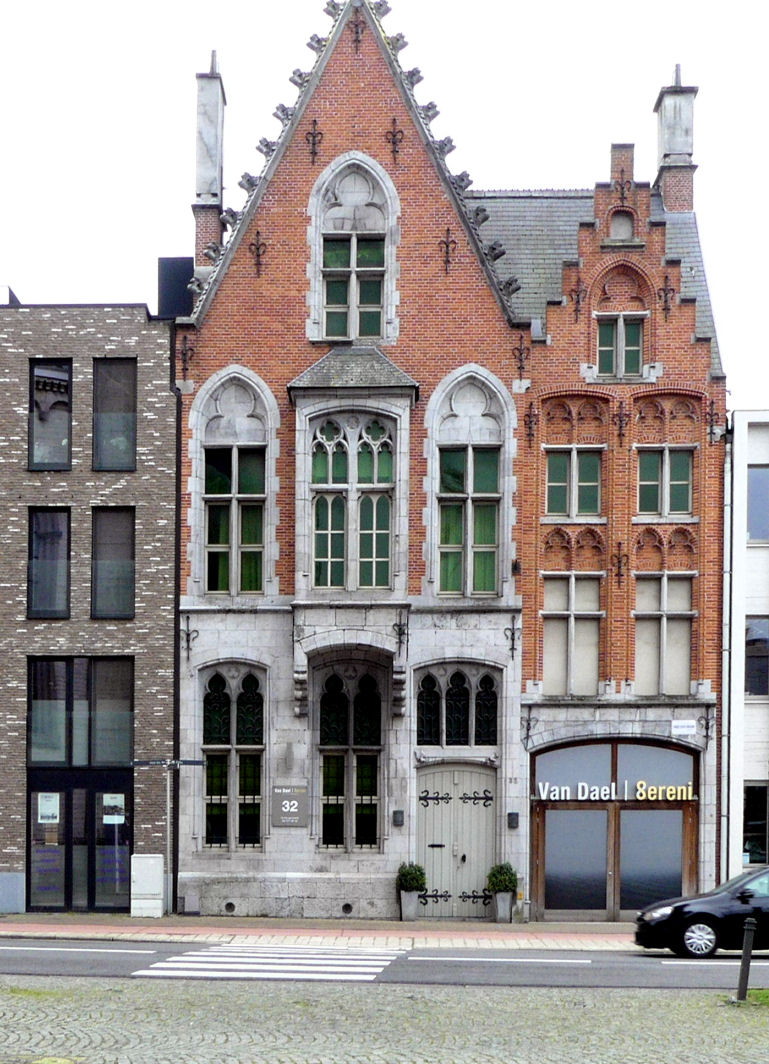
De Bank van Waes , Sint-Niklaas.